# ユウシュンラン
ユウシュンラン（祐舜蘭、学名：Cephalanthera subaphylla）は、ラン科キンラン属の地生の多年草。

## 特徴
茎は直立して、開花時の高さは10-15cmになる。葉は退化して小さく、長さ約3cm、幅1-15cmになり、1-2個が互生する。下部の葉は鞘状に退化し、花柄の基部には苞葉がある。普通葉が退化して小型化しているのは、菌従属栄養性が進化し、光合成機能が退化しているものと考えられている。
花期は4-6月。茎先に2-5個の白色の花をつける。花は上向きで半開し、花被片相互に少しすき間ができる。背萼片は披針形で、長さは約9mm、側萼片は背萼片よりやや長く、ゆがむ。唇弁の中裂片には黄褐色の隆起線が3個あり、距が長く突き出る。
同属のギンランに似る。

## 分布と生育環境
日本では、北海道、本州、四国、九州に分布し、亜寒帯から暖温帯の落葉広葉樹林の林床に生育するが、稀である。都市近郊でも見られる。国外では、朝鮮半島南部、済州島に分布する。

## 名前の由来
和名のユウシュンランは、「祐舜蘭」の意で、植物学者の工藤祐舜の名に因む。
種小名（種形容語）subaphylla は、sub + aphylla で、「ほとんど～」「やや～」+「無葉の」の意味。

## 保全状況評価
- 絶滅危惧II類 (VU)（環境省レッドリスト）

（2017年、環境省）

## 分類
ギンランの変種 Cephalanthera erecta var. subaphylla とする見解もあるが、ラン科を中心とした植物の多様性の研究を行っている植物研究者である遊川知久は、「葉とともに花の形態が異なっているため、独立種とするのが適当である」としている。
また、キンラン属の中には、本種と同様に葉が退化した種が、北アメリカ大陸、中国大陸、インドシナ半島に何種かがある。

## ギャラリー

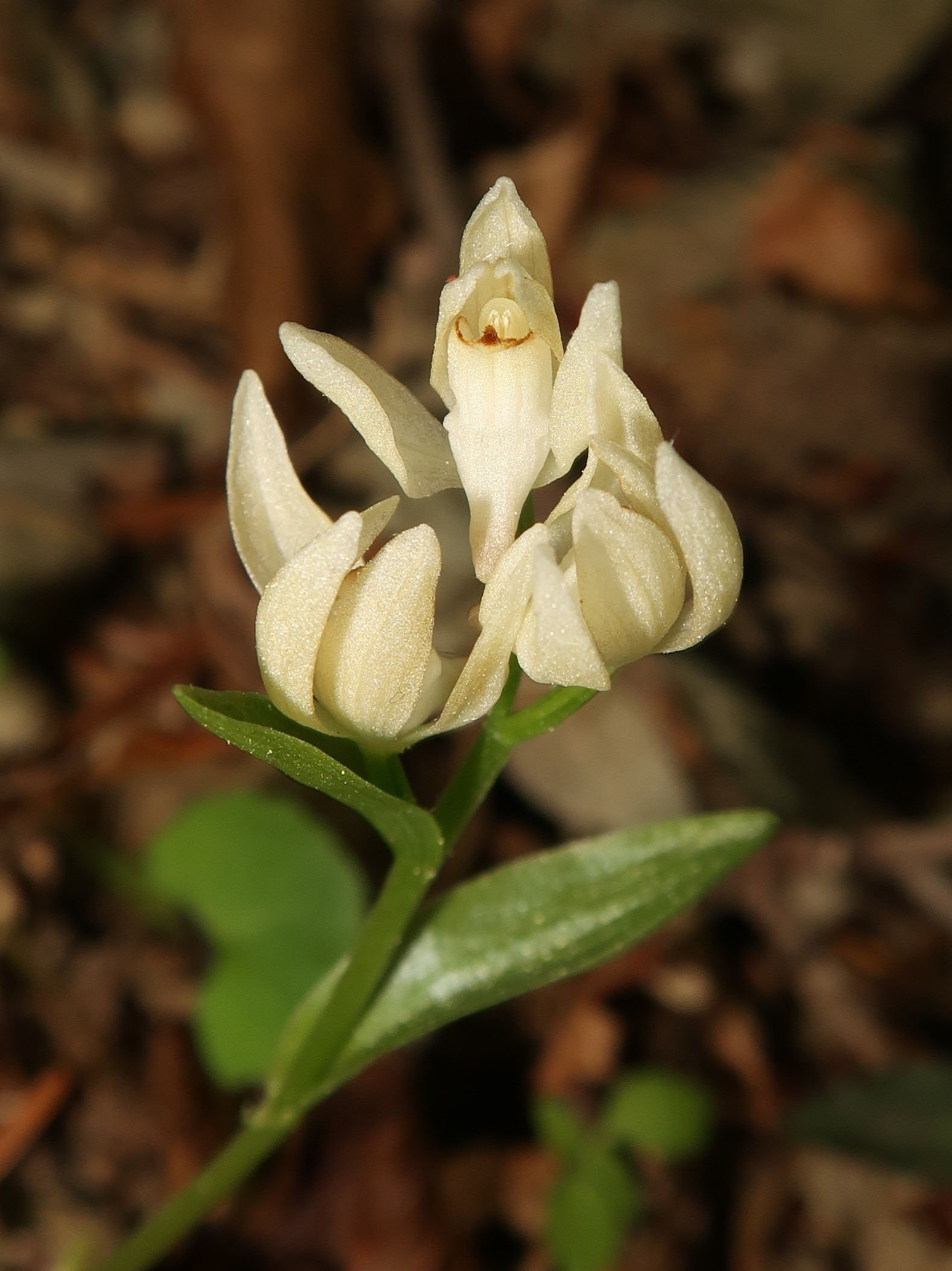
花は上向きで半開する。唇弁の中裂片の隆起線は黄褐色になる。
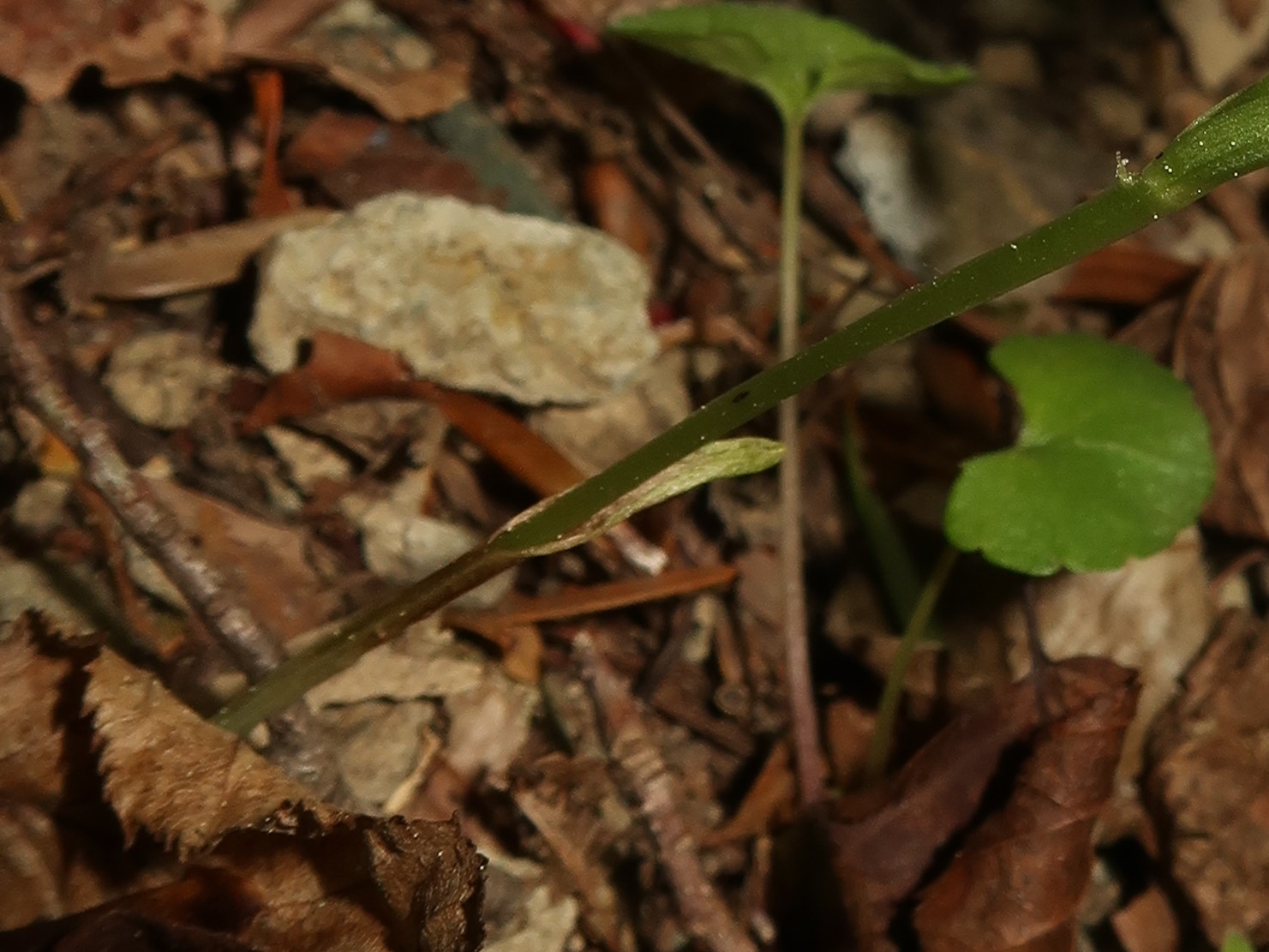
下部の葉は鞘状に退化している。